# Championnat de Belgique masculin de handball 1988-1989
Navigation
1987-1988 1989-1990
La saison 1988-1989 du championnat de Belgique de handball est la 31e édition de la plus haute division belge de handball.

## Participants
| Club                | Classement 1987-1988 | Matricule | Localisation         | Entraîneur              | Salle                  | Capacité |
| ------------------- | -------------------- | --------- | -------------------- | ----------------------- | ---------------------- | -------- |
| Sporting Neerpelt   | 1er                  | 112       | Neerpelt             | Mieczysław Wojczak      | Sportcentrum Dommelhof |          |
| Union beynoise      | 5                    | 3         | Beyne-Heusay         | Henry Vandyck Jacky Bar | ?                      | ?        |
| HC Herstal          | ?                    | 58        | Herstal              | Thierry Herbillon       | La Ruche               | ?        |
| Initia HC Hasselt   | ?                    | 142       | Hasselt              | Eddy De Smedt           | ?                      | ?        |
| Kreasa HB Houthalen | ?                    | 154       | Houthalen-Helchteren | ?                       | ?                      | ?        |
| KV Sasja HC Hoboken | ?                    | 41        | Anvers               | ?                       | ?                      | ?        |
| Olse Merksem HC     | ?                    | 48        | Anvers               | ?                       | ?                      | ?        |
| HC Buggenhout       | ?                    | ?         | Buggenhout           | ?                       | ?                      | ?        |
| Apolloon Kortrijk   | ?                    | 198       | Courtrai             | ?                       | ?                      | ?        |
| YR KV Mechelen      | ?                    | 105       | Malines              | ?                       | ?                      | ?        |

## Localisation
| \| Initia HC Hasselt Union Beynoise Olse Merksem HC KV Sasja HC Sporting Neerpelt HC Herstal Kreasa HB Houthalen HC Buggenhout Apolloon Kortrijk YR KV Mechelen \| Localisation des clubs engagés dans le championnat |
| Initia HC Hasselt Union Beynoise Olse Merksem HC KV Sasja HC Sporting Neerpelt HC Herstal Kreasa HB Houthalen HC Buggenhout Apolloon Kortrijk YR KV Mechelen                                                          |

Nombre d'équipes par Province
| # | Province                        | Nombre | Équipe(s)                                                 |
| - | ------------------------------- | ------ | --------------------------------------------------------- |
| 1 | Province de Limbourg            | 3      | Initia HC Hasselt, Sporting Neerpelt, Kreasa HB Houthalen |
| 1 | Province d'Anvers               | 3      | KV Sasja HC Hoboken, Olse Merksem HC, YR KV Mechelen      |
| 2 | Province de Liège               | 2      | Union beynoise, HC Herstal                                |
| 3 | Province de Flandre-Occidentale | 1      | Apolloon Kortrijk                                         |
| 3 | Province de Flandre-Orientale   | 1      | HC Buggenhout                                             |

## Compétition

### Organisation du championnat
La saison régulière est disputée par 10 équipes jouant chacune l'une contre l'autre à deux reprises selon le principe des phases aller et retour. Une victoire rapporte 2 points, une égalité, 1 point et, donc une défaite 0 point.
Après la saison régulière, les 5 équipes les mieux classées s'engagent dans les play-offs. Ceux-ci constituent en un nouveau championnat qui désignera le champion ainsi que les tickets européens.
Les six équipes s'affrontent en phase aller-retour. 
Pour ce qui est des 5 dernières équipes de la phase régulière, elles s'engagent quant à elles dans les play-downs. Il s'agit là aussi d'une compétition normale en phase aller-retour mais pour laquelle, ce sont quatre équipes qui s'affrontent dans le but de ne pas pouvoir finir aux deux dernières places auquel cas la dernière équipe sera reléguée en division 2.

### Saison régulière

#### Classement
|   | Équipe                   | Pts | J  | G | N | P | Bp | Bc | Diff |
| - | ------------------------ | --- | -- | - | - | - | -- | -- | ---- |
| 1 | Sporting Neerpelt(T) (C) | ?   | 18 | ? | ? | ? | 0  | 0  |      |
| 2 | Union beynoise           | ?   | 18 | ? | ? | ? | 0  | 0  |      |
| 4 | HC Herstal               | ?   | 18 | ? | ? | ? | 0  | 0  |      |
| ? | Initia HC Hasselt        | ?   | 18 | ? | ? | ? | 0  | 0  |      |
| ? | KV Sasja HC Hoboken      | ?   | 18 | ? | ? | ? | 0  | 0  |      |
| ? | Apolloon Kortrijk        | ?   | 18 | ? | ? | ? | 0  | 0  |      |
| ? | Olse Merksem HC          | ?   | 18 | ? | ? | ? | 0  | 0  |      |
| ? | HC Buggenhout            | ?   | 18 | ? | ? | ? | 0  | 0  |      |
| ? | Kreasa HB Houthalen      | ?   | 18 | ? | ? | ? | 0  | 0  |      |
| ? | YR KV Mechelen           | ?   | 18 | ? | ? | ? | 0  | 0  |      |

|                 | Qualification pour les Play-Offs  |
|                 | Play-Downs                        |
| (T)             | Tenant du titre                   |
| en augmentation | Promu de 2001                     |
| (C)             | Vainqueur de la Coupe de Belgique |

#### Matchs
| Résultats (dom.\ext.)                                      | SNE   | AKO   | HER   | IHA | KVS   | OME | UBE   | KVM   | AJA   | KHO |
| Sporting Neerpelt                                          |       | -     | -     | -   | -     | -   | -     | -     | 25-17 | -   |
| Apoloon Kortrijk                                           | -     |       | -     | -   | -     | -   | -     | -     | -     | -   |
| HC Herstal                                                 | -     | -     |       | -   | -     | -   | -     | -     | -     | -   |
| Initia HC Hasselt                                          | -     | -     | -     |     | -     | -   | 27-20 | 29-15 | -     | -   |
| KV Sasja HC Hoboken                                        | -     | -     | -     | -   |       | -   | -     | -     | -     | -   |
| Olse Merksem HC                                            | -     | 34-28 | 18-19 | -   | -     |     | -     | -     | -     | -   |
| Union Beynoise                                             | -     | -     | -     | -   | 20-15 | -   |       | -     | -     | -   |
| YR KV Mechelen                                             | -     | -     | -     | -   | 11-19 | -   | -     |       | -     | -   |
| HC Buggenhout                                              | -     | -     | -     | -   | 16-25 | -   | -     | -     |       | -   |
| Kreasa HB Houthalen                                        | 18-22 | -     | -     | -   | -     | -   | -     | -     | -     |     |
| - Victoire à domicile - Match nul - Victoire à l'extérieur |       |       |       |     |       |     |       |       |       |     |

### Play-offs

#### Classement
|   | Équipe                   | Pts | J | G | N | P | Bp | Bc | Diff |
| - | ------------------------ | --- | - | - | - | - | -- | -- | ---- |
| 1 | Sporting Neerpelt(T) (C) | ?   | 8 | ? | ? | ? | 0  | 0  |      |
| 2 | Initia HC Hasselt        | ?   | 8 | ? | ? | ? | 0  | 0  |      |
| 3 | KV Sasja HC Hoboken      | ?   | 8 | ? | ? | ? | 0  | 0  |      |
| 4 | Union beynoise           | ?   | 8 | ? | ? | ? | 0  | 0  |      |
| 5 | HC Herstal               | ?   | 8 | ? | ? | ? | 0  | 0  |      |

|     | Qualification pour la Coupe des clubs champions |
|     | Qualification pour la Coupe IHF                 |
|     | Qualification pour la Coupe des coupes          |
| (T) | Tenant du titre                                 |
| (C) | Vainqueur de la Coupe de Belgique               |

#### Matchs
| Résultats (dom.\ext.)                                      | SNE   | IHA   | HER   | UBE   | KVS   |
| Sporting Neerpelt                                          |       | 20-23 | 27-18 | 25-20 | 18-17 |
| Initia HC Hasselt                                          | 18-26 |       | -     | -     | 25-26 |
| HC Herstal                                                 | 19-28 | -     |       | 19-20 | 19-21 |
| Union beynoise                                             | 17-22 | 21-22 | -     |       | -     |
| KV Sasja HC Hoboken                                        | -     | 16-21 | 21-20 | -     |       |
| - Victoire à domicile - Match nul - Victoire à l'extérieur |       |       |       |       |       |

### Play-downs

#### Classement
|   | Équipe              | Pts | J | G | N | P | Bp | Bc | Diff |
| - | ------------------- | --- | - | - | - | - | -- | -- | ---- |
| ? | Apolloon Kortrijk   | ?   | 8 | ? | ? | ? | 0  | 0  |      |
| ? | Olse Merksem HC     | ?   | 8 | ? | ? | ? | 0  | 0  |      |
| ? | HC Buggenhout       | ?   | 8 | ? | ? | ? | 0  | 0  |      |
| ? | Kreasa HB Houthalen | ?   | 8 | ? | ? | ? | 0  | 0  |      |
| ? | YR KV Mechelen      | ?   | 8 | ? | ? | ? | 0  | 0  |      |

|  | Relégué en division 2. |
|  | Dépôt de bilan         |

#### Matchs
| Résultats (dom.\ext.)                                      | SNE   | IHA   | HER   | UBE   | KVS   |
| Apolloon Kortrijk                                          |       | -     | 26-18 | -     | 18-14 |
| Olse Merksem HC                                            | 26-21 |       | -     | -     | -     |
| HC Buggenhout                                              | 18-19 | -     |       | -     | -     |
| Kreasa HB Houthalen                                        | -     | 29-30 | -     |       | 22-17 |
| YR KV Mechelen                                             | -     | -     | 18-23 | 17-20 |       |
| - Victoire à domicile - Match nul - Victoire à l'extérieur |       |       |       |       |       |

## Classement final
| Rang | Équipe                    |
| ---- | ------------------------- |
| 1er  | Sporting Neerpelt (T) (C) |
| 2e   | Initia HC Hasselt         |
| 3e   | KV Sasja HC Hoboken       |
| 4e   | Union beynoise            |
| 5e   | HC Herstal *              |
| ?    | Apolloon Kortrijk         |
| ?    | Olse Merksem HC           |
| ?    | HC Buggenhout             |
| ?    | Kreasa HB Houthalen       |
| ?    | YR KV Mechelen            |

|                 | Champion de Belgique et qualifiés pour la Coupe des clubs champions |
|                 | Qualifiés pour la Coupe IHF                                         |
|                 | Qualification pour la Coupe des coupes                              |
|                 | Relégués en division 2                                              |
|                 | Dépôt de bilan                                                      |
| (T)             | Tenant du titre                                                     |
| (C)             | Vainqueur de la Coupe de Belgique                                   |
| en augmentation | Promu de début de saison en Division 1                              |

* le HC Herstal jouera en Coupe des vainqueurs de coupe, grâce à une finale atteinte en Coupe de Belgique face au Sporting Neerpelt, qualifié pour la Coupe des clubs champions grâce à son titre.

## Classement des Buteurs
| #  | Joueur            | Équipe            | Buts |
| -- | ----------------- | ----------------- | ---- |
| 01 | Sacha Cuk         | Union beynoise    | 71   |
| 02 | Orlowski          | HC Buggenhout     | 66   |
| 03 | Patrick Catteeuw  | Sporting Neerpelt | 52   |
| 04 | Cezar Drăgăniţă   | Initia HC Hasselt | 49   |
| 05 | Geert Van Dessel  | YR KV Mechelen    | 46   |
| 06 | Debevere          | Olse Merksem HC   | 43   |
| 07 | Jean-Michel Dubuc | HC Herstal        | 43   |
| 08 | Joseph Delpire    | Sporting Neerpelt | 42   |
| 09 | Robin Matthys     | Apolloon Kortrijk | 42   |
| 10 | Stevan Nikolic    | Union beynoise    | 41   |

## Parcours en coupes d'Europe
| Club                | Compétition               | Tour d'entrée | Résultat            | Dernier adversaire  |
| Sporting Neerpelt   | Coupe des clubs champions | 1er tour      | éliminé au 1er tour | ZMC Amicitia Zürich |
| KV Sasja HC Hoboken | Coupe des coupes          | 1er tour      | 1er tour            | Haka Emmen          |
| Initia HC Hasselt   | Coupe IHF                 | 1er tour      | éliminé en 2e tour  | CD Caja Madrid      |

## Bilan de la saison
| Tableau d'honneur de la saison 1988-1989 |                                                  |              |
| Compétition                              | Vainqueur                                        | Commentaire  |
| Championnat de Belgique                  | Sporting Neerpelt                                | 8e titre     |
| Coupe de Belgique                        | Sporting Neerpelt                                | 4e victoire  |
| Qualifications européennes               |                                                  |              |
| Compétition                              | Qualifiés                                        | Qualifiés    |
| Coupe des clubs champions                | Sporting Neerpelt                                | Premier tour |
| Coupe des coupes                         | HC Herstal                                       | Premier tour |
| Coupe IHF                                | Initia HC Hasselt                                | Premier tour |
| Promotions et relégations                |                                                  |              |
| Promu en Division 1 (D1)                 | HC Buggenhout Apolloon Kortrijk YR KV Mechelen   | ?            |
| Relégation en Division 2 (D2)            | HC Buggenhout Kreasa HB Houthalen YR KV Mechelen | ?            |